# Die unglaubliche Reise des Fakirs, der in einem Ikea-Schrank feststeckte
Die unglaubliche Reise des Fakirs, der in einem Ikea-Schrank feststeckte (Originaltitel: L'Extraordinaire Voyage du fakir qui était resté coincé dans une armoire Ikea) ist ein 2013 erschienener Roman des französischen Autors Romain Puértolas. Die deutsche Übersetzung von Hinrich Schmidt-Henkel erschien erstmals 2014 im S. Fischer Verlag.

## Kurzbeschreibung
Ein indischer Fakir kommt nach Paris, um ein IKEA-Nagelbett zu kaufen, tritt aber durch eine Verkettung von Zufällen eine Reise an, die ihn über Großbritannien, Spanien, Italien und Libyen wieder zurück nach Frankreich führt. Dabei stellt ihm ein wütender Taxifahrer nach, er macht die Bekanntschaft einer südsudanesischen Migranten-Gruppe sowie einer berühmten Schauspielerin. Außerdem findet er seine Berufung in der Schriftstellerei und seine große Liebe in einer französischen Ikea-Kundin.

## Inhalt

### Erster Teil „Frankreich“
Der indische Fakir und Trickbetrüger Ayarajmushee Dikku Pradesh, gekleidet in einen bei einem Bekannten geliehenen Seidenanzug, landet in Paris, nimmt ein Taxi und wünscht vom Roma-Taxifahrer Gustave Palourde zu einem Ikea gefahren zu werden. Am Ziel angekommen, gibt Ayarajmushee Gustave einen gefälschten 100-Euro-Schein, lenkt Gustave ab, zieht die falsche Banknote an einem unsichtbaren Gummi wieder aus dem Taxifahrer-Geldbeutel, betritt den Ikea. Dort will er, dem die Reise-Unkosten von den an ihn als „Halbgott“ glaubenden Mit-Dorfbewohnern daheim beglichen wurden, ein Nagelbett kaufen, „99,99 Euro für das Modell mit fünfzehntausend Nägeln“, so der Katalog. Es muss laut Ikea-Verkäufer jedoch aus dem Lager bestellt werden, so dass Ayarajmushee es erst am nächsten Tag erhalten können wird, was Ayarajmushee nicht erschüttert: Er hatte tatsächlich schon vorher die Idee, die Nacht im Ikea „zu verbringen. Schließlich hatte er mangels Geld kein Hotelzimmer reserviert“. Der Verkäufer hat allerdings eine schlechte Nachricht: Die 99,99 Euro seien nur ein Aktionspreis gewesen; nun koste das Nagelbett 115,89 Euro und damit mehr, als Ayarajmushee bei sich hat – selbst wenn man den gefälschten 100-Euro-Schein für bare Münze nähme. Ayarajmushee reiht sich also im Ikea-Restaurant in die Warteschlange, um einen bewährten Trick anzuwenden: Er setzt sich eine präparierte falsche Ray-Ban-Brille auf, provoziert es, von der Französin Marie Rivière angerempelt zu werden, die Brille fällt zu Boden und zerbricht aufgrund ihrer Präparierung. Die erschreckte Marie entschuldigt sich bei Ayarajmushee und entschädigt ihn von sich aus mit 20 Euro und einer Einladung zum Mittagessen. In Maries Gesellschaft „spürte Ayarajmushee zum ersten Mal in seinem Leben einen gewissen Widerwillen dagegen zu lügen. Nicht die reine Wahrheit zu sagen, war ihm zur zweiten Natur geworden. Aber irgendetwas an Marie machte ihm das schwer. Er fand diese Französin so rein, so zart und liebenswürdig. Es kam ihm ein wenig so vor, als würde er sie beschmutzen. Und sich selbst dabei auch.“ Dennoch schlägt Ayarajmushee Maries Einladung aus, abends noch etwas mit ihr trinken zu gehen, erhält aber immerhin ihre Telefonnummer. Vor Ladenschließung verbirgt Ayarajmushee sich unter einem Bett. Als er allein ist, macht er es sich mit einer von einem Kunden liegen gelassenen Herald Tribune und Speise aus dem Ikea-Restaurant auf einem Sofa bequem, wobei er Jacke, Krawatte und Schuhe ablegt. Als er so entkleidet gegen 22 Uhr 15 auf dem Weg zur Kundentoilette ist, hört er Stimmen und verbirgt sich in einem metallenen Schrank. Dieser Schrank jedoch wird im Rahmen einer Umdekorierung am Stück in Noppenfolie eingeschweißt, in einen Karton verfrachtet, der Karton in eine Holzkiste, die Holzkiste in einen LKW, dem, als er das Ikea-Gelände verlässt, der zornentbrannte Taxifahrer Gustave entgegenfährt, der aus dem 100-Euro-Fehlbetrag bei Kontrolle seiner Tageseinnahmen bei gleichzeitig fehlendem 100-Euro-Schein geschlossen hat, von Ayarajmushee betrogen worden zu sein, und diesen nun im Ikea-Umfeld sucht: „Wenn es eines gab, das ein Pariser Taxifahrer nicht ertragen konnte, dann der betrogene Betrüger zu sein, der verarschte Verarscher, der Dummkopf in einer Witzgeschichte, der Idiot des Abends.“ Gustave schaltet die Polizei ein, die mit ihm zum Ikea fährt, um die Überwachungskameras zu überprüfen, und weiß anschließend, wie sein betrügerischer Fahrgast geflohen ist und wohin – allerdings muss Gustave am nächsten Tag nach Spanien reisen.

### Zweiter Teil „Großbritannien“, Dritter Teil „Spanien“
Zeitlich und örtlich desorientiert verfällt Ayarajmushee inzwischen „der Annahme, er hätte die schicksalhaften zweiundsiebzig Stunden“ bis zum Tod durch Verdursten bald hinter sich, und bittet um Hilfe, sobald er Stimmen hört. Er wird befreit von dem Südsudanesen Soomar und fünf anderen südsudanesischen Sans Papiers, die sich in den LKW geschlichen haben, um darin nach Großbritannien zu gelangen. Bei der britischen Grenzkontrolle fliegen die südsudanesischen Sans Papiers allerdings auf, und mit ihnen Ayarajmushee, von dem man annimmt, er habe die gleiche Reiseroute wie die südsudanesischen Sans Papiers genommen, bei denen die Briten „genug Hinweise gefunden haben, dass sie aus Barcelona kamen“, wohin sie entsprechend den internationalen Rückführungsvereinbarungen nun per Flugzeug abgeschoben werden. Am Flughafen Barcelona trifft Ayarajmushee überraschend auf Gustave Palourde samt Frau und Tochter, die in Spanien ihren Jahresurlaub machen wollen: Gustave drischt mit einer Kühltasche auf Ayarajmushee ein, Gustaves Frau mit ihrer Handtasche, Ayarajmushee rettet sich mit einem Sprung auf das Gepäckförderband: „Die Maschine, die unaufhörlich Gepäck ausspuckte, hatte ihn wieder verschlungen wie einen Koffer“ und bringt ihn vom gewalttätigen Gustave fort: in den Sicherheitsbereich des Flughafens. Der schmerbäuchige Gustave kann aufgrund seines Körperumfangs nicht den gleichen Weg nehmen, dringt also samt Familie auf anderem Weg in den Sicherheitsbereich, wo sie von einem Iberia-Angestellten aufgehalten werden, der ihnen mit Blick auf die schöne Tochter Gustaves hilft. Gustave fährt samt Familie und dem Iberia-Angestellten weiter in den Sicherheitsbereich, wo Ayarajmushee gerade das Förderband wechselt, da er sonst wieder ins Terminal gefahren werden würde: Ayarajmushee sichtet einen „kühlschrankgroßen braunen Lederkoffer“, wirft dessen Inhalt teilweise hinter das Gepäckband, steigt hinein, verschließt den Schrankkoffer von innen und wird darin gen Flugzeug gefahren. Der Iberia-Angestellte findet die von Ayarajmushee aus dem Koffer geworfene Wäsche, kann aus dem Gepäckförderband auf den Zielort des Flugzeugs schließen: Rom. Und Gustaves Frau weiß zu berichten, dass eines der Kleidungsstücke von der Schauspielerin Sophie Morceaux beim Festival de Cannes getragen worden ist.

### Vierter Teil „Italien“
Ayarajmushee ist innerhalb des Schrankkoffers der reichen Aktrice Sophie Morceaux nicht im normalen Gepäckraum untergebracht worden, sondern in einem belüfteten und beheizten Gepäckraum, in dem Ayarajmushee, der ein besserer Mensch sein möchte, beschließt, Schriftsteller zu werden und eine Erzählung mit dem Titel Gott fährt Taxi zu beginnen: im Gepäckraum geschrieben mit einem Ikea-Bleistift, auf seinem Anzughemd. Denn „das Warten im Laderaum ist lang und drängt zum Schreiben“. In Rom angekommen, steigt Ayarajmushee im Zimmer eines Hotels am Villa-Borghese-Park aus dem Schrankkoffer. Das Zimmer gehört Sophie Morceaux, der Ayarajmushee seine Geschichte erzählt, die sie für „an den Haaren herbeigezogen“ hält. Stattdessen mutmaßt Sophie in Ayarajmushee angesichts seines mit Gott fährt Taxi vollgekritzelten Hemds einen verfolgten Schriftsteller und kleidet ihn elegant neu ein. Ayarajmushee nutzt die Hotel-Muße, sein Gott fährt Taxi vom Hemd aufs Papier zu bringen, mit seiner indischen Ziehmutter Sihringh zu telefonieren und mit Marie Rivière, der er gesteht, dass er sie gerne wiedersehen würde, und „Amors Pfeil traf mitten in Maries Herz.“ Da Ayarajmushee für Gott fährt Taxi noch keinen Verlag hat, setzt Sophie Morceaux ihren Agenten darauf an, das zu regeln. Tatsächlich unterschreibt Ayarajmushee unter dem Vorbehalt, den Schluss zu ändern, bald darauf für sein Gott fährt Taxi einen Verlagsvertrag und erhält einen Vorschuss von 100.000 Euro samt Geldköfferchen: Ayarajmushee besitzt nun „mehr Geld, als er in zehn Reinkarnationen verdienen konnte.“ Allerdings kann er den Erfolg nicht auskosten: Gustave hat mit Hilfe des Iberia-Angestellten die Mutmaßung verifiziert, dass Ayarajmushee im Koffer der Sophie Morceaux nach Rom weitergereist ist, und setzt einen Cousin, der als Friseur seit ein paar Jahren in Rom lebt, auf Ayarajmushee an. Der messerschwingende Cousin lauert Ayarajmushee am Hotelzimmer in Tötungsabsicht auf, Ayarajmushee schlägt ihn mit dem Geldköfferchen nieder, flieht in den Villa-Borghese-Park, wo ein Heißluftballon als Touristenattraktion startklar gemacht wird. Der Ballon dient eigentlich dazu, dass Touristen aus ein paar Metern Höhe einen Panoramablick auf Rom erhaschen können, doch Ayarajmushee hechtet schutzsuchend in die menschenleere Gondel, deren Sicherungsseile der messerschwenkende Cousin durchtrennt, so dass Ayarajmushee sich ungehemmt in die Höhe begibt: „Er war nicht tot, es fragte sich nur, ob es besonders günstig war, in der Unendlichkeit des Himmels einer teuflischen Flugmaschine überantwortet zu sein“, die vom Winde verweht steuerlos auf das Mittelmeer hinaustreibt, „wo natürlich die Gasflasche auf einmal zur Neige ging und sein Gefährt unausweichlich auf die tiefen Wassers des großen Blaus zustürzte.“

### Fünfter Teil „Libyen“, Sechster Teil „Frankreich“
Aus dem Wasser gerettet wird Ayarajmushee durch den Kapitän eines Schiffes, das von Lido di Ostia gen Tripolis fährt und ihn mitnimmt. Ayarajmushee kann den Kapitän, der am Inhalt des Geldköfferchens sehr interessiert ist, durch Zaubertricks unter anderem mit seinem gefälschten 100-Euro-Schein davon überzeugen, dass er ein Zauberer ist und es sich bei dem Inhalt des Geldkoffers um gut gemachte Fälschungen auf essbarem Schein-Papier handelt; da der Kapitän „eine große Naschkatze“ ist, verlangt und erhält er „drei Bündel mit Fünfhundertern, also fünfzehntausend Euro.“ Einen weiteren Fünfhunderter lässt Ayarajmushee einem afrikanischen Möchtegern-Migranten im Hafen von Tripolis zukommen: „So – jetzt hatte er jemandem geholfen. Seine erste menschliche Geste. Verblüffend, wie einfach das war.“ Außerdem trifft Ayarajmushee in Hafennähe seinen südsudanesischen Bekannten Soomar wieder, der „gemäß der internationalen Rückführungsbestimmungen von Land zu Land gereicht worden [ist], wie eine entsicherte Granate, die jeder möglichst rasch weitergeben will. Algerien, Tunesien und jetzt Libyen. Schon seltsam, wenn man bedenkt, dass das durchaus nicht seiner Route auf dem Hinweg [nach Großbritannien] entsprach.“ Von den verbleibenden 85.000 Euro gibt Ayarajmushee Soomar 40.000 Euro: „Für dich und deine Leute.“ Der Rest des Geldes, so Ayarajmushee, sei „für mein Dorf, für alle, die ich betrogen, entehrt, beschmutzt habe, fünfundvierzigtausend Euro, um mich zu entschuldigen, damit sie etwas zu essen haben und besser leben können.“ Soomar so versorgt wissend, setzt sich Ayarajmushee in ein Taxi und nach fünftägigem Aufenthalt in einem Flughafenhotel in ein Flugzeug nach Paris, wo er sein Gott fährt Taxi umzuschreiben beabsichtigt: 10.000 seiner 45.000 verbleibenden Euro will er nun doch nicht seinem Heimatdorf zukommen lassen, sondern als Startkapital einer gemeinsamen Zukunft mit Marie verwenden, die er telefonisch über seine Ankunft in Paris informiert. Um Ayarajmushee vom Flughafen abzuholen, ordert Marie ausgerechnet das Taxi des Gustave Palourde, der seine Tochter inzwischen mit dem Iberia-Angestellten verkuppelt hat und seinen haareschneidenden Cousin zwecks Herstellung der Hochzeitsfrisur und anschließender Hochzeits-Party vom Flughafen abholen möchte: „Wenn es sie nicht stört, den Wagen mit einem Cousin zu teilen?“, fragt Gustave. Marie antwortet: „Im Gegenteil! Je mehr wir sind, desto mehr Leben ist in der Bude.“ Die im Taxi drohende Eskalation zwischen Ayarajmushee einerseits, Gustave und dessen haareschneidendem Cousin andererseits wird dadurch verhindert, dass Ayarajmushee die bei der Hochzeitsfeier weilenden Kinder durch Zaubertricks ruhig zu stellen verspricht. Vier Monate nach der Hochzeit von Gustaves Tochter mit dem Iberia-Angestellten hält Ayarajmushee um die Hand Maries an. Ayarajmushee hat inzwischen, mit seinem alternativen Schluss unzufrieden, das Projekt Gott fährt Taxi abgebrochen und stattdessen den Roman Die unglaubliche Reise des Fakirs, der in einem Ikea-Schrank feststeckte verfasst, aufgrund von dessen finanziellem Welterfolg Ayarajmushee eine Stiftung gründet, die „die Ärmsten der Armen unterstützt.“

## Textanalyse
Bei dem Roman Die unglaubliche Reise des Fakirs, der in einem Ikea-Schrank feststeckte handelt es sich um einen auktorial und personal erzählten Reise-, Entwicklungs- und Schelmenroman. Gegen die Charakterisierung als Schelmenroman spricht allerdings, dass „die Erzählung mit einem eindeutigen Happy End endet und Fortsetzungen vermeidet“. Gleichzeitig ist der Roman „eine beißende Satire auf unsere Alltagswelt zu Beginn dieses Jahrhunderts und Jahrtausends.“ Orte der Handlung sind Paris, Folkestone, Barcelona, Rom und Tripolis. Die Zeit der Handlung erstreckt sich vom 4. August 2012 bis circa Dezember 2012.
In den Roman Die unglaubliche Reise des Fakirs, der in einem Ikea-Schrank feststeckte eingebettet sind Teile des auktorial erzählten Fragments Gott fährt Taxi über den blinden afghanischen „Kamikaze-Terroristen“ Walid Nadjib; dieses Prosafragment macht weniger als fünf Prozent des Roman-Textes aus und wird in der Rezension der Irish Times als „einer der bewegendsten Handlungsstränge“ bezeichnet.

### Themen
Bei dem Roman Die unglaubliche Reise des Fakirs, der in einem Ikea-Schrank feststeckte handelt es sich um durch die Hauptfigur verbundene „unterhaltsame Geschichten, die eine moralische Lehre enthalten“. Diese „unter dem Deckmantel der Satire und Ironie“ verhüllte Lehre kann sich beziehen auf „die Konsumgesellschaft, die er [=der Leser] kennt und für die die Marke IKEA letztlich zum Symbol wird“. Vor allem aber bezieht sich diese Lehre auf „das Schicksal illegaler Einwanderer, die sich auf den Weg zum Meer machen, um in das versprochene Paradies der reichen Länder zu gelangen, und sich sofort auf einem unaufhaltsamen Weg zur Hölle wiederfinden.“

#### Migration
Das Thema illegale Migration „einschließlich ihrer Gefahren für diejenigen, die sie versuchen, bildet den Kern“ des Romans Die unglaubliche Reise des Fakirs, der in einem Ikea-Schrank feststeckte. Der Autor stellte dazu fest: „Ich möchte auch auf die Notlage derjenigen aufmerksam machen, die illegal Grenzen überschreiten. Ich mag keine Ungerechtigkeit und kann es nicht ertragen, wenn Leute betrogen werden. Ein Teil meiner Arbeit als Grenzpolizist bestand darin, die Netzwerke von Kriminellen zu zerschlagen, die mit diesen Menschen Geld verdienen.“ Unter dem „Schleier des absurden Humors“ vermittelt Puértolas daher „eine eindeutige Botschaft: Migranten werden rücksichtslos von Land zu Land durchgereicht wie Ayarajmushee, aber auf eine viel weniger lustige Art und Weise“.

#### Erleuchtung
„Im Roman von Romain Puértolas entwickelt sich die Persönlichkeit der Hauptfigur im Laufe der Geschichte tatsächlich weiter. In fünf Phasen wird Ayarajmushee, der ursprünglich unehrliche und manipulative Tendenzen hatte, zu einem großzügigen und fürsorglichen Menschen“, der „beschließt, sich zu ändern und nicht länger ein Betrüger zu sein, sondern ein Mann, der sein Wort hält und es liebt, Menschen in Not zu helfen.“ Im Text werden die fünf Phasen der Erleuchtung, zu der nicht irgendeine Religion oder Nation verhelfen, sondern Zwischen- und Mitmenschlichkeit sowie Mitgefühl, dadurch verdeutlicht, dass Ayarajmushee ein „ganz gewaltiges“ oder „großes“ Licht aufgeht, das manchmal dafür sorgt, dass ihm „ganz warm ums Herz“ wird:
- Das erste Mal, als er im Ikea-Restaurant mit Marie anbändelt und Moral in sich aufsteigen fühlt.[12]
- Das zweite Mal, als er seine eigenen banalen Beweggründe für die Europa-Reise mit denen von Soomar vergleicht.[76]
- Das dritte Mal, als es ihm mit Gott fährt Taxi „gelungen war, seine Gedanken in Worte zu fassen“.[77]
- Das vierte Mal, als ihm Sophie Morceaux voraussetzungslos vertraut und helfen will.[78]
- Das fünfte Mal, als er dem afrikanischen Möchtegern-Migranten den Fünfhunderter zukommen lässt. „Zu helfen ist mindestens so schön, wie wenn einem geholfen wird.“[48]

### Figuren
„Jeder Charakter wird aus einem volkstümlichen und karikaturistischen Bild entwickelt, das heißt aus einer übermäßigen Vereinfachung realer oder vermeintlich realer Charaktereigenschaften. Zum Beispiel ist der indische Fakir ein Betrüger, dessen ganzes Leben aus Taschenspielertricks besteht, um Geld von den Zuschauern zu erpressen“.

#### Hauptfigur
- Ayarajmushee „Aya“ Dikku Pradesh (sprich: „Ayran in der Moschee“;[1] im französischen Original: Ajatashatru „Aja“ Lavash Patel, wobei Ajatashatru auszusprechen ist als „j'arrache ta charrue“ oder „achète un chat roux“: „Ich ziehe deinen Pflug raus“ oder „Kauf eine rote Katze“):[80] Dieser „liebenswerte Schuft“[81] ist „ein großgewachsener Mann […], sehnig und knotig wie ein Baum, mit dunklem Teint und einem gewaltigen Schnurrbart im Gesicht“.[2] Seine „Schnurrbartspitzen standen an den Enden hoch wie die des Hercule Poirot; unter dem Bart saß die Kette der Lippenpiercings“,[82] die Ayarajmushee ebenso trägt wie Ohren-Piercings.[2] „Kleine Vertiefungen, wohl Folge von heftiger Akne, übersäten seine hageren Wangen“,[2] über denen „schöne Coca-Cola-farbene Augen“ im Schädel stecken.[83] Geboren wurde Ayarajmushee in der ersten Januar-Hälfte 1974 in Jaipur, die Mutter starb bei der Geburt, der Vater gab Ayarajmushee an eine Schwester, die „in einem kleinen Dorf namens Kishloorayin in der Nähe der Grenze zu Pakistan, in der Tharthar-Wüste“ lebt: „Leider ließ meine Tante mich immer deutlich spüren, dass ich für sie ein störender zusätzlicher Esser war […], darum war ich fast die ganze Zeit bei ihrer Nachbarin Sihringh“,[84] die für ihn zur Ziehmutter wird. „Erst der Tod seiner Mutter, dann das Abtauchen seines Vaters, gefolgt von den sexuellen Übergriffen und der fortwährenden Gewalt, die ein hübsches und etwas aufsässiges Kind in einer Gesellschaft, wo das Recht des Stärkeren gilt, auf sich zieht, ohne etwas dafür zu können“[85] – das prägt Ayarajmushee, der als Jugendlicher „einige Zeit lang bei einem ehrwürdigen Yogi“ lebt,[86] mit 25 Jahren in die Dienste eines Maharajas tritt, wo er sich als Kunststück nur „von rostigen Schrauben und Nägeln“ ernährt, eine Lüge, die auffliegt, als man ihm beim Plündern der Küche erwischt: „Der Maharaja war furchtbar wütend. Nicht wegen des Diebstahls, sondern weil ich gelogen hatte“;[87] Ayarajmushee muss den Dienst quittieren. „Zwischen Anfang und Ende des Romans hat sich die Hauptfigur diametral verändert: Aus dem Manipulator und schamlosen Lügner ist ein altruistischer Mann geworden, dem das Schicksal der Ärmsten, insbesondere der Migranten, am Herzen liegt“:[88] Der ehemalige „König der Trickserei lernt Großzügigkeit, Empathie und Liebe“.[89]

#### Nebenfiguren (Auswahl)
- Gustave Palourde: Der Taxifahrer ist ein „kleiner Mann um die fünfzig“ mit einem „dichten Teppich aus Pfeffer-und-Salzfarbenem Brusthaar“.[90] Er fährt seit Jahren Taxi für seinen eigenen Betrieb[91] und ist trotz seines dicken Bierbauchs[92] „ein Mann, der sich nie fertig machen lässt: Er ist bereit zu töten, um zu bekommen, was er will.“[93]
- Marie Rivière: Auf der Suche nach einer Beziehung bringt dieser Frau mit dem Porzellanpuppen-Gesicht[12] und den langen, gebogenen,[94] schöngeschwungenen Wimpern[52] „ein kleiner Zusammenstoß bei Ikea mehr […] als drei Jahre bei Parship.“[83] Marie ist „Anfang vierzig, sie war dünn, blond, langhaarig, gebräunt und ziemlich bieder gekleidet.“[10] Eigentlich nur Ayarajmushees Verbrechensopfer, versucht „die in seinen Bann geratene Pariserin, ihn zu verführen“.[95]
- Sophie Morceaux: Diese Film-Berühmtheit hat grüne Augen und Kontaktlinsen,[96] braune Haare[33] und war das „Bond-Girl“ im fiktiven Film Der Morgen ist nie genug, einer Melange aus dem realen James Bond 007 – Der Morgen stirbt nie und James Bond 007 – Die Welt ist nicht genug, wo die reale Sophie Marceau mitspielte.[97]
- Soomar (im französischen Original: Wiraj): Auf den jungen Südsudanesen trifft Ayarajmushee in dem LKW nach Großbritannien, „sie wurden echte Freunde, und mit Soomar hatte Aya beschlossen, sein Leben zu ändern und ein besserer Mensch zu werden.“[98]

## Rezeption
Auslandsrechte an Puértolas’ erstem Roman wurden bereits im Juli 2013 bei „Flash-Auktionen zwischen den größten angelsächsischen Verlagen“ versteigert, so dass das Erscheinen des Titels in 30 anderen Ländern feststand, bevor die Franzosen „überhaupt Zeit hatten, ihn in die Buchhandlungen zu bringen“. Im August 2013 erschien der Roman in Frankreich, „landete innerhalb kurzer Zeit mit 300.000 verkauften Exemplaren bereits an der Spitze der Bestsellerlisten“ und wurde „in etwa dreißig Sprachen, darunter Portugiesisch, übersetzt“. In einer Rezension des Buches erklärte La Repubblica das Geheimnis von Puértolas’ Erfolg damit, „dass er eine schmerzliche Realität aufhellen kann, indem er seine Gesellschaftskritik einer bizarren Komödie anvertraut“, einer Fabel, so die CNHI-Zeitschrift Hommes & Migrations, „die viele Lehren enthält über staatliche Migrationspolitik, über zeitgenössischen Egoismus, über konsumistische Entfremdung, über illegale Migranten, diese einzigen Abenteurer des Jahrhunderts, die ihr Leben riskieren, um eine ‚Mission‘ zu erfüllen […], eine Mission, die so zwingend ist, dass selbst die Liebe sie nicht davon abhalten sollte“.
Obwohl der Roman „absichtlich Stereotypen bestimmter verleumdeter Gruppen“ verwendet und diese „ausnutzt“, fielen die Rezensionen überwiegend positiv aus: La Repubblica fühlte sich an Eduardo Mendoza erinnert, das französische Wochenmagazin Marianne sprach von einer „Erzählung in der Art von Candide“ mit den „offensichtlichen Qualitäten eines Pageturners“, der inspiriert sei „von einer großen populären Saga wie Life of Pi: Schiffbruch mit Tiger“. Eine Kritik an der nach Meinung des Daily Telegraph „skurrilen, urkomischen und elegant geschriebenen Farce“, die laut Irish Times „rasant […] mit einer ernsten Seite“ ist, kam jedoch aus dem Herkunftsland Frankreich und bezog sich auf Sprache, Stil und Thema: „In vielerlei Hinsicht, sowohl hinsichtlich der Sprache als auch des Themas, ist es der erste authentisch ‘globale‘ Roman, der in einer Art französischem Äquivalent des Flughafen-Englisch geschrieben wurde.“

## Auszeichnungen, Fortsetzung und Film-Adaption
Die unglaubliche Reise des Fakirs, der in einem Ikea-Schrank feststeckte erhielt 2014 den
Grand Prix Jules-Verne der Literaturakademie der Bretagne und des Pays de la Loire, wurde im Folgejahr für den Euregio-Schüler-Literaturpreis nominiert und im Jahr 2016 mit der französisch-türkischen Auszeichnung Prix Littéraire Notre-Dame de Sion des Lycéens / Notre-Dame de Sion Liseliler Edebiyat Ödülü prämiert. Im Jahr 2018 erschien der Nachfolge-Roman Les nøuvelles aventures du fäkir au påys d'Ikea in den Buchhandlungen und die Ken-Scott-Verfilmung Die unglaubliche Reise des Fakirs, der in einem Kleiderschrank feststeckte kam in die Kinos.

## Deutschsprachige Textausgaben (Auswahl)
- Die unglaubliche Reise des Fakirs, der in einem Ikea-Schrank feststeckte. Roman. Aus dem Französischen von Hinrich Schmidt-Henkel. S. Fischer, Frankfurt am Main 2014. ISBN 978-3-10-000395-9.
- Die unglaubliche Reise des Fakirs, der in einem Ikea-Schrank feststeckte. Roman. Aus dem Französischen von Hinrich Schmidt-Henkel. Fischer Taschenbuch, Frankfurt am Main 2015. ISBN 978-3-596-52084-8.